# Schloss Nääs

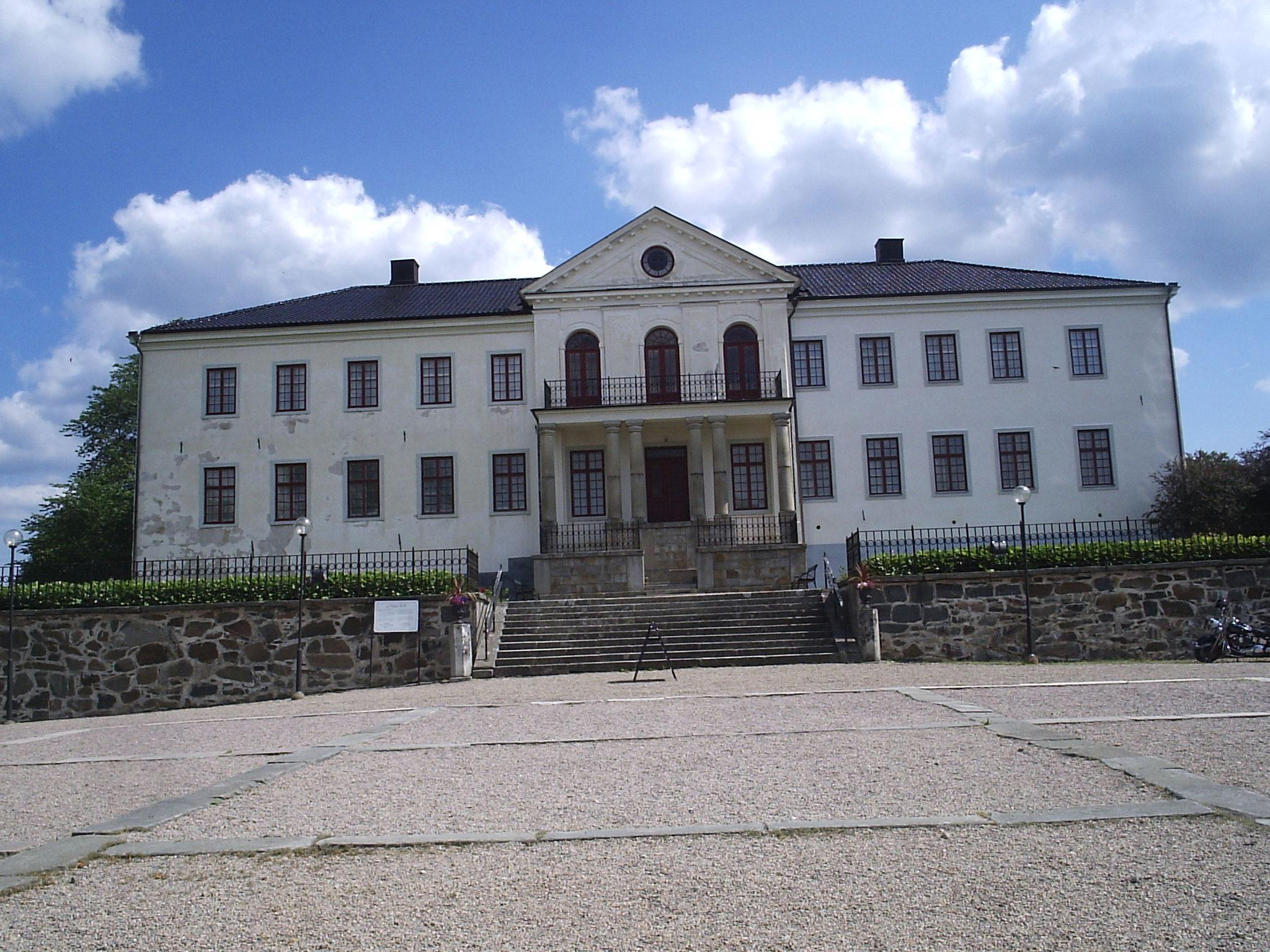
Schloss Nääs

Schloss Nääs liegt in der Gemeinde Lerum etwa 25 km nordöstlich von Göteborg, Schweden. Das Schloss, das hoch über dem See Sävelången liegt, stammt aus dem 16. Jahrhundert, aber wurde am Beginn des 19. Jahrhunderts in klassizistischem Stil umgebaut.
1868 kaufte August Abrahamsson das Schloss und begann, es neu einzurichten. Zusammen mit seinem Neffen Otto Abrahamsson gründete er 1872 eine Handwerksschule, die sich auf die Ausbildung von Handwerkslehrern (Werkunterricht) spezialisierte und am Ende des 19. und zu Beginn des 20. Jahrhunderts einen internationalen Ruf für seine neue Pädagogik genoss.
Als August Abrahamsson 1898 kinderlos starb, vermachte er das Schloss und das dazugehörende Landgut einer Stiftung, die die Handwerksschule fortführen sollte. Während die Wirtschaftsräume für schulische Zwecke benutzt wurden, blieben die anderen Räume des Schlosses so erhalten, wie sie am Ende des 19. Jahrhunderts aussahen. Das Schloss ist eines der besten Beispiele für den herrschaftlichen Einrichtungsstil dieser Zeit in Schweden und wurde 1991 zum Byggnadsminne erklärt.
Selma Lagerlöf widmete der Handwerksschule im Schloss Nääs das 52. Kapitel in ihrem Roman Die wunderbare Reise des kleinen Nils Holgersson mit den Wildgänsen.